# Markó Attila Gábor
Markó Attila Gábor (Brassó, 1968. szeptember 27. –) erdélyi magyar politikus. A 2009. december 23-án Emil Boc vezetésével megalakult kormány kisebbségügyi államtitkára. 2012-től az RMDSZ Kovászna megyei (sepsiszentgyörgyi: 1. választókerület) parlamenti képviselője volt. 2015. április elsején bejelentette lemondását.

## Életpályája
Markó Attila Gábor felsőoktatási tanulmányait Brassóban és Budapesten végezte. 1983 és 1987 között az Unirea Liceum matematika-fizika szakán tanult, majd az Eötvös Loránd Tudományegyetem Állam- és Jogtudományi Karára járt 1991-1996 között. Párhuzamosan ezzel elvégezte az ELTE politológia szakát is.
Politikai pályafutását a Romániai Magyar Demokrata Szövetségben kezdte: 1989. december 25-én alapító tagja volt a Brassó megyei szervezetnek. A pártban több funkciót is betöltött. 1989-től egy éven át a Brassó megyei szervezet ifjúsági alelnöke volt. 1990 és 1993 között tagja volt az RMDSZ Küldöttek Országos Tanácsának. 1996 és 2002 között a Szövetségi Szabályzatfelügyelő Bizottság tagja, majd 2007-ig elnöke volt, majd a szövetségi képviselők tanácsának tagja lett.
Markó Attila Gábor 1995 és 1997 között az RMDSZ Elnöki Hivatalának emberi jogi tanácsosa, 1997 és 2001 között a Kisebbségvédelmi Hivatal jogi osztályvezetője, 2005 és 2008 között az Etnikumközi Kapcsolatok Hivatalának államtitkára volt. A 2009. december 23-án Emil Boc vezetésével megalakult kormány kisebbségügyi államtitkára. 2012-től az RMDSZ Kovászna megyei (sepsiszentgyörgyi: 1. választókerület) parlamenti képviselője volt. 2015. április elsején bejelentette lemondását.
Tagja a Romániai Magyar Jogászok Egyesületének. 2003 és 2005 között rendszeresen írt a Romániai Magyar Szóba, valamint szerkesztőbizottsági tagja volt 1993 és 1995 között a Magyar Kisebbség című folyóiratnak.
2014 novemberében, az egyházi restitúciós bizottság tagjaként, két társával együtt jogerősen 3 év felfüggesztett börtönbüntetésre ítélték amiatt, hogy a sepsiszentgyörgyi Székely Mikó kollégium épületét visszaszolgáltatta az Erdélyi Református Egyházkerületnek. Az ítélet erős tiltakozási hullámot váltott ki belföldön és külföldön egyaránt. Még ugyanabban az évben több kártérítési ügyben is megvádolták.
2018-ban öt év letöltendő börtönre ítélte a bukaresti táblabíróság, mert bűnösnek találta abban, hogy a kártérítési bizottság tagjaként, a kommunista diktatúra által államosított ingatlanok után fizetendő jóvátételi összegek megállapítása során visszaéléseket követett el. Markó vitatta az ítélet jogszerűségét és Magyarországra menekült. 2019. október 8-án a romániai legfelsőbb bíróság jogerősen felmentette a vádak alól. 2022. július 21-én egy újabb kártérítési perében született jogerős felmentő ítélet. Időközben a korrupcióellenes ügyészség (DNA) minden további, még nyomozási fázisban levő ügyben bűncselekmény hiányában ejtette a vádat. Utolsó perében 2023. április 27-én jogerősen felmentették, ezt követően bejelentette, hogy visszatér szülőföldjére.[forrás?]

## Tevékenysége az RMDSZ-ben
- A kisebbségvédelmi Hivatal létrehozásáról szóló kormányhatározat társszerzője (1997)
- Az egyházi ingatlanok visszaszolgáltatásáról szóló kormányrendeletek és törvények szerzője vagy társszerzője (1997, 1999, 2000, 2001, 2005)
- A diszkriminációellenes törvény társszerzője, a Diszkriminációellenes Tanács létrehozásáról szóló kormányhatározat szerzője (2000-2001)
- A kisebbségi törvénytervezet társszerzője (2005)
- A Kisebbségi vagy Regionális Nyelvek Európai Chartájának ratifikálásáról szóló törvény szerzője (2007)
- A kolozsvári székhelyű Kisebbségi Kutatóintézet létrehozásáról szóló jogszabályok szerzője (2000, 2007)
- A kisebbségi jogokról szóló számos tanulmány szerzője (1995-2000)

## Könyvei
- Az egyházi ingatlan-visszaszolgáltatás gyakorlata Romániában – Forum Iuris Könyvkiadó, Kolozsvár, 2021

## Elismerései
- Ezüstfenyő-díj az egyházi javak visszaszolgáltatásáért (2003)
- Aranyalma-díj a kisebbségi törvénytervezet kidolgozásáért (megosztva Márton Árpád és Varga Attila képviselőkkel, társszerzőkkel) (2005)